# Maxime Macenauer
Maxime Macenauer (* 4. Januar 1989 in Laval, Québec) ist ein ehemaliger kanadischer Eishockeyspieler, der im Verlauf seiner aktiven Karriere zwischen 2005 und 2024 unter anderem 29 Spiele für die Anaheim Ducks in der National Hockey League (NHL) auf der Position des Centers bestritten hat. Darüber hinaus absolvierte Macenauer weitere 300 Partien in der American Hockey League (AHL) und verbrachte zwei Spielzeiten in der Schweizer National League A (NLA).

## Karriere
Macenauer spielte zunächst in der Saison 2004/05 für die Eishockeymannschaft der École Édouard-Montpetit Prédateurs in einer unterklassigen kanadischen Juniorenliga in der Provinz Québec. Im Anschluss wurde er beim Entry Draft 2005 der Ligue de hockey junior majeur du Québec (LHJMQ) in der ersten Runde an insgesamt 18. Position von den Océanic de Rimouski ausgewählt. Für die Océanic stand der Linksschütze in der Spielzeit 2005/06 auf dem Eis, wobei er in 41 Partien der regulären Saison auflief. Zur folgenden Saison folgte ein Transfer innerhalb der LHJMQ zu den Huskies de Rouyn-Noranda. Nach anfänglichen Schwierigkeiten und verletzungsbedingt wenig Spielpraxis überzeugte der Kanadier in der Spielzeit 2007/08 auch punktetechnisch mit 60 Zählern in 67 Begegnungen. Während dieser Zeit wurde er beim NHL Entry Draft 2007 in der dritten Runde an der 63. Position von den Anaheim Ducks aus der National Hockey League (NHL) ausgewählt. Diese brachten ihn im September 2008 mit einem dreijährigen NHL-Einstiegsvertrag zur Unterschrift. Auch die Spielzeit 2008/09 begann er bei den Huskies de Rouyn-Noranda, bevor der Stürmer im Saisonverlauf zu den Cataractes de Shawinigan transferiert wurde.
Nachdem er in den folgenden beiden Spielzeiten ausschließlich in der Minor Leagues ECHL und American Hockey League (AHL) für Anaheims Farmteams, die Bakersfield Condors und Syracuse Crunch, aktiv gewesen war, gelang Macenauer nach dem Trainingslager im September 2011 der erstmalige Sprung in den NHL-Kader der Anaheim Ducks. Am 7. Oktober 2011 debütierte er in der NHL, als der Linksschütze in der Partie gegen die Buffalo Sabres für die Kalifornier auf dem Eis stand und eine Torvorlage zum 1:2-Anschlusstreffer durch Nate Guenin beisteuerte. Bei seinem dritten NHL-Einsatz gelang dem Stürmer am 14. Oktober 2011 der 1:0-Siegtreffer im Heimspiel gegen die San Jose Sharks. Am 13. Februar 2012 transferierten ihn die Ducks im Austausch für Riley Holzapfel zu den Winnipeg Jets, wo er jedoch nur bei deren AHL-Kooperationspartner, den St. John’s IceCaps, zum Einsatz kam. In der Folge schloss er sich vor der Saison 2013/14 den Hamilton Bulldogs aus der AHL an, für die er zwei Spielzeiten aktiv war.
Im Oktober 2015 wechselte der Franko-Kanadier schließlich für eine Saison zum EHC Biel in die Schweizer National League A (NLA). Nachdem er mit der Mannschaft den Klassenerhalt sichergestellt hatte, erhielt er im September 2016 einen auf zwei Monate Laufzeit befristeten Vertrag beim SC Bern, der später um zwei weitere Monate verlängert wurde. Anfang Januar 2017 wechselte er zum NLA-Konkurrenten SCL Tigers. Im Sommer 2017 kehrte Macenauer in seine Heimatprovinz zurück und spielte in den folgenden sieben Jahren in der semiprofessionellen Ligue Nord-Américaine de Hockey (LNAH) für die Assurancia de Thetford sowie Pétroliers du Nord bzw. Pétroliers de Laval. Neben der Auszeichnung mit der Trophée de la recrue offensive als bester Liganeuling im Offensivbereich in seiner Debütsaison wurde er dreimal ins All-Star Team der Liga berufen.

### International
Für die Auswahl Canada Québec stand Macenauer bei der World U-17 Hockey Challenge 2006 auf dem Eis. In sechs Begegnungen steuerte er ein Tor und zwei Assists zum Goldmedaillengewinn der Mannschaft bei.

## Erfolge und Auszeichnungen
- 2018 Trophée de la recrue offensive (LNAH Offensive Rookie of the Year)
- 2019 LNAH All-Star Team
- 2020 LNAH All-Star Team
- 2023 LNAH All-Star Team

### International
- 2006 Goldmedaille bei der World U-17 Hockey Challenge

## Karrierestatistik

### International
Vertrat Kanada bei:
- World U-17 Hockey Challenge 2006

(Legende zur Spielerstatistik: Sp oder GP = absolvierte Spiele; T oder G = erzielte Tore; V oder A = erzielte Assists; Pkt oder Pts = erzielte Scorerpunkte; SM oder PIM = erhaltene Strafminuten; +/− = Plus/Minus-Bilanz; PP = erzielte Überzahltore; SH = erzielte Unterzahltore; GW = erzielte Siegtore; 1 Play-downs/Relegation; Kursiv: Statistik nicht vollständig)